# Lynda (álbum)
Lynda es álbum debut homónimo de la cantautora mexicana Lynda fue lanzado el 16 de julio de 1996 por EMI Music. El álbum fue producido por Carlos Lara. De él se extrajeron los sencillos «Gira que gira», «El amor no tiene edad» y «Blue jeans».

## Lista de canciones
|    | Título                                 | Autores                     | Duración |
| -- | -------------------------------------- | --------------------------- | -------- |
| 1  | Solo contigo                           | Alissa                      | 3:47     |
| 2  | Ya no hay                              | Carlos Lara                 | 3:46     |
| 3  | Blue Jeans                             | Mezquita; Cantuaria         | 3:37     |
| 4  | Inseparables                           | Leon; Galasso               | 3:49     |
| 5  | Chicos                                 | Carlos Lara                 | 3:35     |
| 6  | Muriendo por él (Quero Ficar com Você) | Chico Roque; Paulo S. Valle | 4:00     |
| 7  | Gira que gira                          | Carlos Lara                 | 3:43     |
| 8  | El amor no tiene edad                  | Carlos Lara                 | 3:55     |
| 9  | La chica de tus sueños                 | Laura Granados              | 3:43     |
| 10 | Las cosas diferentes                   | Roberto Póveda              | 3:53     |

## Videos
| Año  | Título                | Director       |
| ---- | --------------------- | -------------- |
| 1996 | Gira que gira         | Benny Corral   |
| 1996 | Blue Jeans            | Edmon Williams |
| 1996 | El amor no tiene edad | Patty Juárez   |

- Datos: Q5985157